# Плоскыня
Плоскы́ня (иначе Плоски́ня) (? — ?) — воевода бродников первой половины XIII столетия, участник сражения при Калке.

## Летописные свидетельства
Участник битвы на Калке 1223 года на стороне монголов Субэдея и Джэбэ против войск русских. 3 июня 1223 года после разгрома монголами галицко-волынских и черниговских дружин Плоскыня хитростью выманил киевского князя Мстислава Романовича вместе с двумя князьями из укрепленного тыном «города», который монголы не могли взять приступом в течение трех дней с 31 мая 1223 года, и предал в руки Субэдея. Русские князья были задавлены помостом, на котором праздновали победители, а обитатели «города» были поголовно вырезаны. Упоминание о Плоскыне в летописях только одно:

А у города того остались двое воевод Чыгирхан и Тешюхан против Мстислава и зятя его Андрея и против Александра Дубровицкого: потому что было два князя с Мстиславом. Тут же бродники с татарами были, и воевода ихний Плоскыня, и тот окаянный целовал крест честной Мстиславу и обоим князьям, что их не убьют, но отпустят за выкуп, и сбрехал окаянный: передав их, связав, татарам; а город взяли и людей посекли и тут костьми пали; а князей они задавили, положив под доски, а сами сверху сели обедать, и так жизнь их окончилась.
Оригинальный текст (древнерусск.)А у града того остаста два воеводѣ, Чьгырканъ и Тешюканъ, на Мьстислава и на зять его на Ондрѣа и на Олександра Дубровичскаго: бѣста бо два князя съ Мьстиславомъ. Ту же и бродници с Татары быша, и воевода их Плоскыня, и тъ оканныи воевода цѣлова крестъ честныи къ Мьстиславу и ко обоимъ княземь, како их не избити, нь пустити их на искупъ, и солгавъ оканныи: сице связавъ, предаст их Татаром своимъ; а город взяша, а люди иссѣкоша, и ту костью падоша; а двоих князеи яша, и издавиша их, подкладше под доскы, а самѣ верху сѣдоша обѣдати, и тако живот ихъ конца.

## Оценка в историографии
Историограф Евграф Савельев, анализируя вероломный поступок Плоскыни, несколько оправдывает воеводу, предполагая, что вероятно предводитель бродников был введен в заблуждение или попросту обманут татарскими дипломатами; а тактические ошибки и излишняя самонадеянность русских князей, кроме того их недостойное поведение в битве на Калке способствовали напрасной гибели русских войск.
Иногда поступок Плоскини с последующей расправой над князьями не оценивается как нарушение клятвы, поскольку обещание не проливать крови было сдержано. Вместе с тем обращается внимание на убийство князьями монгольских послов незадолго до битвы.
Следует отметить, что направление послов монголами к своим будущим жертвам встречалось на протяжении всего периода монгольских завоеваний. Также многократно они гибли. Как правило, такие посольства предлагали безоговорочное подчинение власти ханов и выплату дани либо участие в военных акциях монголов как альтернатива полному истреблению. Случаи такого подневольного участия, а также использование авторитета представителей местной знати, как правило более культурно близкой к обороняющимся, встречались, в частности, в совместных монгольско-галицких походах в Польшу во второй половине XIII века. Монгольское посольство, уничтоженное русскими князьями в 1223 году, предлагало совместные действия против половцев. Незадолго до этого на Северном Кавказе монголами были разбиты аланы, после того как половцы получили от монголов заверения в мирных намерениях и большой откуп.

## Образ в литературе
- Плоскиня — один из героев романа «Чингиз-хан» («Чингисхан») (1939) Василия Яна.
- Плоскиня упомянут в поэме «Непрядва» Евгения Евтушенко

### Сноски
1. ↑  Имеются в виду татаро-монгольские военачальники, ранг не установлен.
2. ↑  Имеются в виду пленённые князья.
3. ↑  Русское войско действовало несогласованно: войска во главе с Мстиславом Мстиславичем первыми переправились через реку и вступили в бой, войска во главе с Мстиславом Святославичем переправлялись уже во время битвы и вводились в неё по частям, а войска Мстислава Романовича остались на западном берегу Калки и в основной битве 31 мая не участвовали. Несогласованность действий традиционно объясняется личными амбициями князей и даже враждебными отношениями между ними.